# Górna Garonna
Górna Garonna (fr. Haute-Garonne, wymowaⓘ) – francuski departament położony w regionie Oksytania. Utworzony został podczas rewolucji francuskiej 4 marca 1790. Departament oznaczony jest liczbą 31.
Według danych na rok 2010 liczba zamieszkującej departament ludności wynosi 1 243 641 os. (197 os./km²); powierzchnia departamentu to 6309 km². Ośrodkiem administracyjnym (prefekturą) i największym miastem departamentu jest Tuluza.
W 2023 roku w skład departamentu wchodziło 586 gmin (lista).

## Miejscowości
Największe miejscowości departamentu (w nawiasach liczba ludności w 2021 roku):

- Tuluza (Toulouse, 504 078)
- Colomiers (40 159)
- Tournefeuille (29 439)
- Blagnac (26 466)
- Muret (25 060)
- Cugnaux (20 341)
- Plaisance-du-Touch (19 944)
- Balma (17 385)
- Ramonville-Saint-Agne (14 949)
- Castanet-Tolosan (14 903)
- Saint-Orens-de-Gameville (13 766)
- Fonsorbes (12 546)
- L’Union (12 358)
- Saint-Gaudens (11 613)
- Saint-Jean (11 243)
- Castelginest (10 876)
- Villeneuve-Tolosane (10 369)
- Auterive (10 126)
- Portet-sur-Garonne (9805)
- Seysses (9789)
- Saint-Lys (9686)
- Revel (9665)
- Léguevin (9474)
- Frouzins (9457)
- Aucamville (9349)
- Launaguet (9260)
- Grenade (8961)
- Pibrac (8678)
- La Salvetat-Saint-Gilles (8524)
- Cornebarrieu (8164)